# Maryja Kolesnikava
Maryja Kolesnikava (hviderussisk: Марыя Аляксандраўна Калеснікава tr. Maryja Aljaksandrawna Kolesnikava ; russisk: Мари́я Алекса́ндровна Коле́сникова tr. Marija Aleksandrovna Kolesnikova) (født 24. april 1982 i Minsk, Hviderussiske SSR, Sovjetunionen) er en hviderussisk musiker og politiker. Ved præsidentvalget i Hviderusland 2020 var hun valgkampleder for præsidentkandidat Viktar Babaryko, og hun deltog efterfølgende i protesterne efter valget. Sammen med Svjatlana Tsikhanowskaja og Veranika Tsapkala ledte hun den hviderussiske opposition efter Babaryko blev arresteret.
Den 7. september 2020 blev hun bortført på gaden i Minsk, og dagen efter var hun blevet transporteret til grænsen mellem Hviderusland og Ukraine hvor hun modsatte sig at krydse grænsen. Et år efter, 6. september 2021, blev Kolesnikava idømt 11 års fængsel for at have konspireret om et statskup, for at have oprettet og ledet en ekstremistisk organisation, og for at have opfordret til handlinger, der truer den nationale sikkerhed." Det brugte bevismateriale blev holdt hemmeligt.
Amnesty International anerkendte den 11. september 2020 Kolesnikava som samvittighedsfange. Hun blev tildelt prisen International Women of Courage Award af US Department of State i 2021.
Kolesnikava studerede tværfløjte i Minsk og fortsatte derefter med at at studere tidlig musik og samtidsmusik. Hun boede 12 år i Tyskland inden hun returnerede til Hviderusland i forbindelse med præsidentvalget i 2020.